# قصر كلستان
قصر گلستان أو قصر حديقة الزهور (بالفارسية: کاخ گلستان) هو مجمع ملكي سابق لسلالة القاجار الحاكمة في مدينة طهران، إيران. وهو جزء من مجموعة من المباني الملكية التي كانت محاطة ذات يوم بجدران قلعة طهران التاريخية. يعود تاريخ بنائه إلى القرن السادس عشر.
يتكون المجمع من 17 قصرا، متحفا، وقاعة. وقد تم استخدام تلك القصور في عدة أمور مختلفة، من أهمها التتويج. ويقع في القصر عرش الطاووس الذي جلس عليه شاه إيران عام 1967 وسط احتفالات باذخة.
ويُعتبر القصر اليوم، أقدم المعالم التاريخية في العاصمة الإيرانية، كما يُعتبر تحفة معمارية بما يحويه من أثاث وتحف. وهو الآن مفتوح للعامة بعد أن تحول إلى متحف بعد قيام الثورة الإيرانية عام 1979.

## تاريخ
يعود تاريخ بناء القصر إلى فترة حكم طهماسب الأول في الدولة الصفوية (1524-1576). وقد تم ترميمه عدة مرات فيما بعد. ولقد أصبح مقرا لسلالة القاجار بين عاميّ 1794 و 1925. وعندها أصبح القصر المقر الرئيسي للعائلة الحاكمة. ولقد تم إعادة بناء القصر على الهيئة الحالية في عام 1865.
أما في عهد الدولة البهلوية (1925–1979)، فقد تم استخدام القصر للإستقبالات الخاصة بالعائلة المالكة. يُشار بالذكر إلى أنه قد تم إدراج مباني مجمع قصر جولستان على قائمة التراث العالمي التابعة لليونسكو عام 2013.

## معرض صور

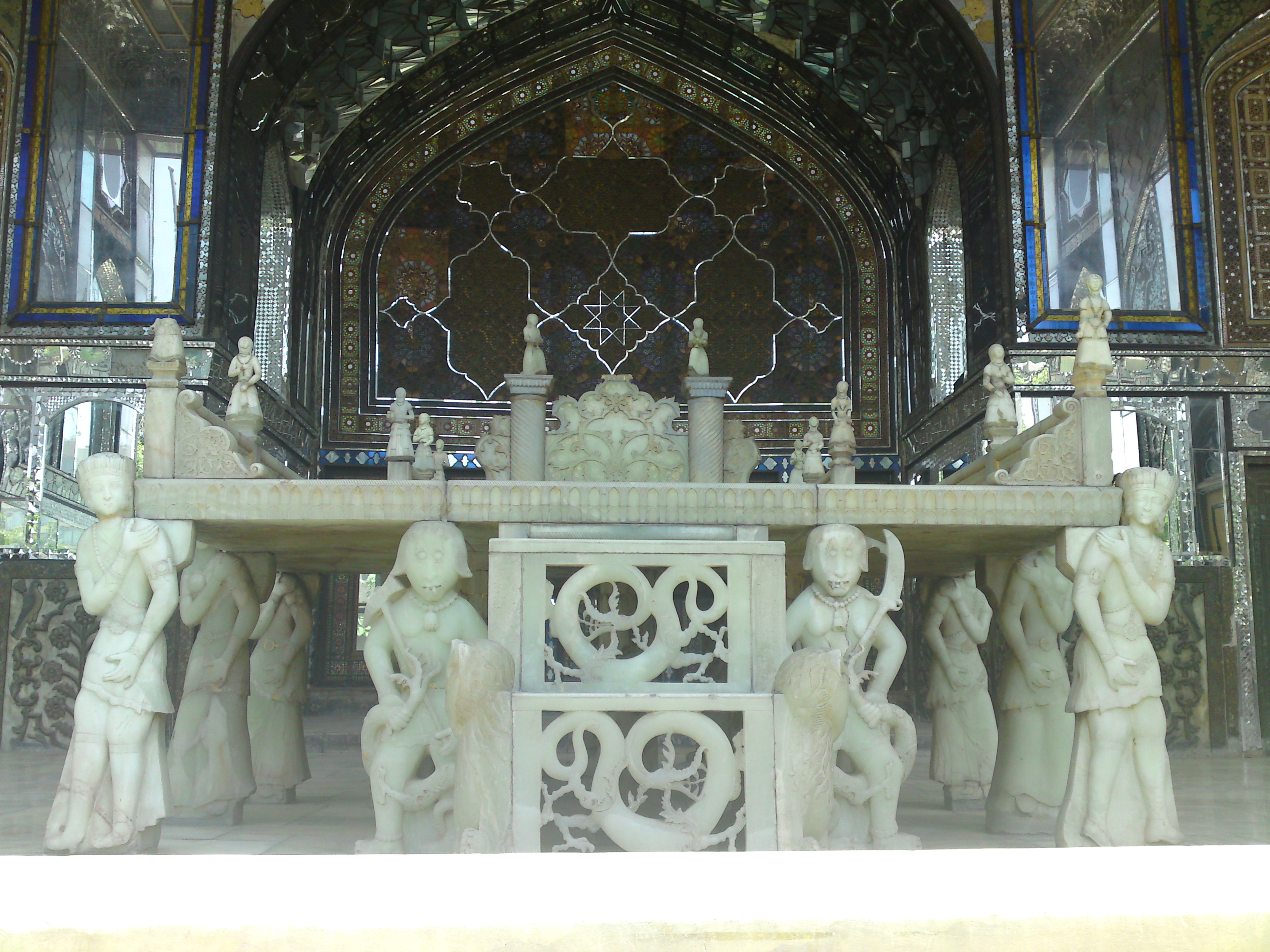
شرفة "تخت مرمر"
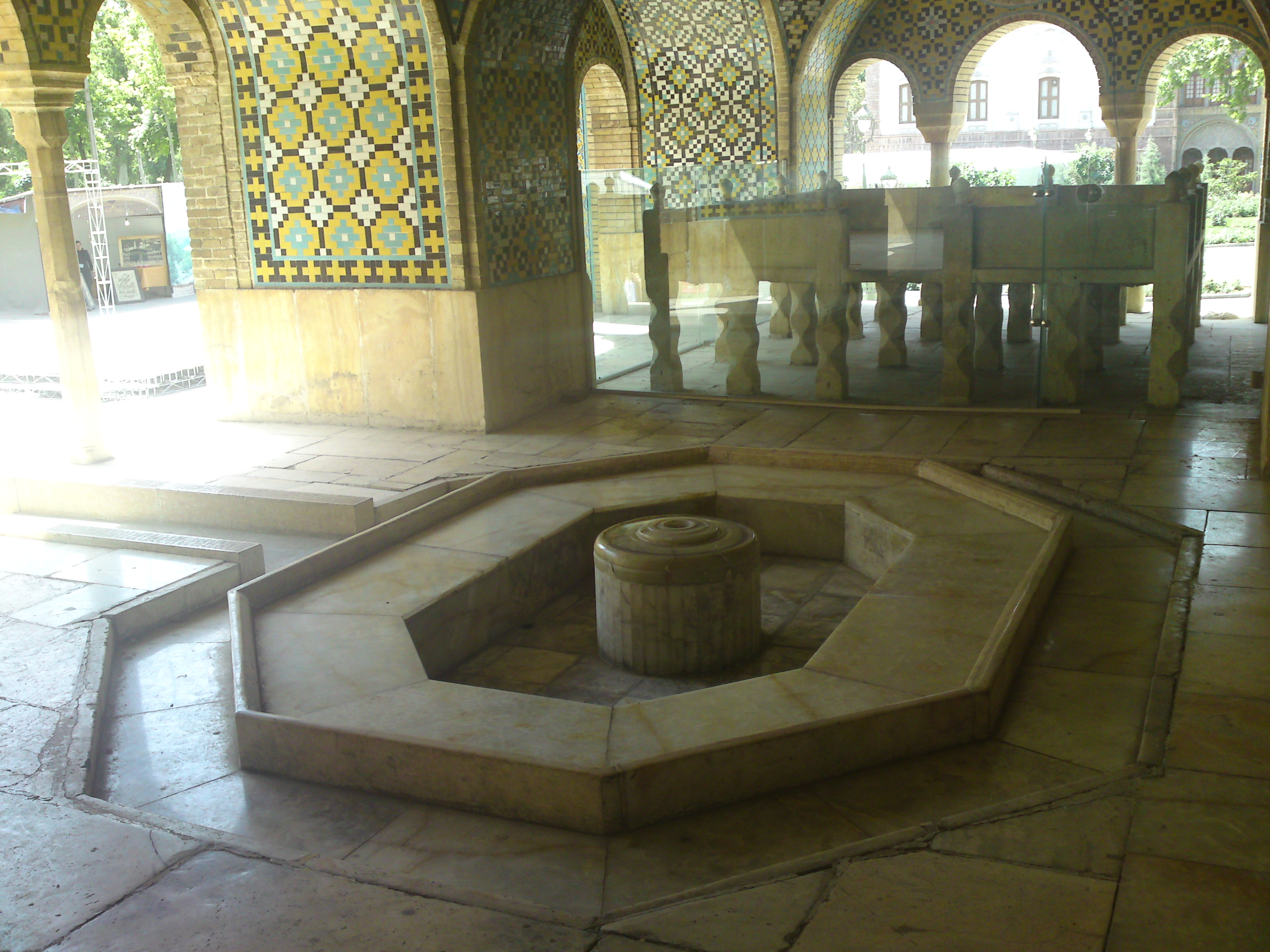
"حوض خانة"، وهي غرفة صيفية
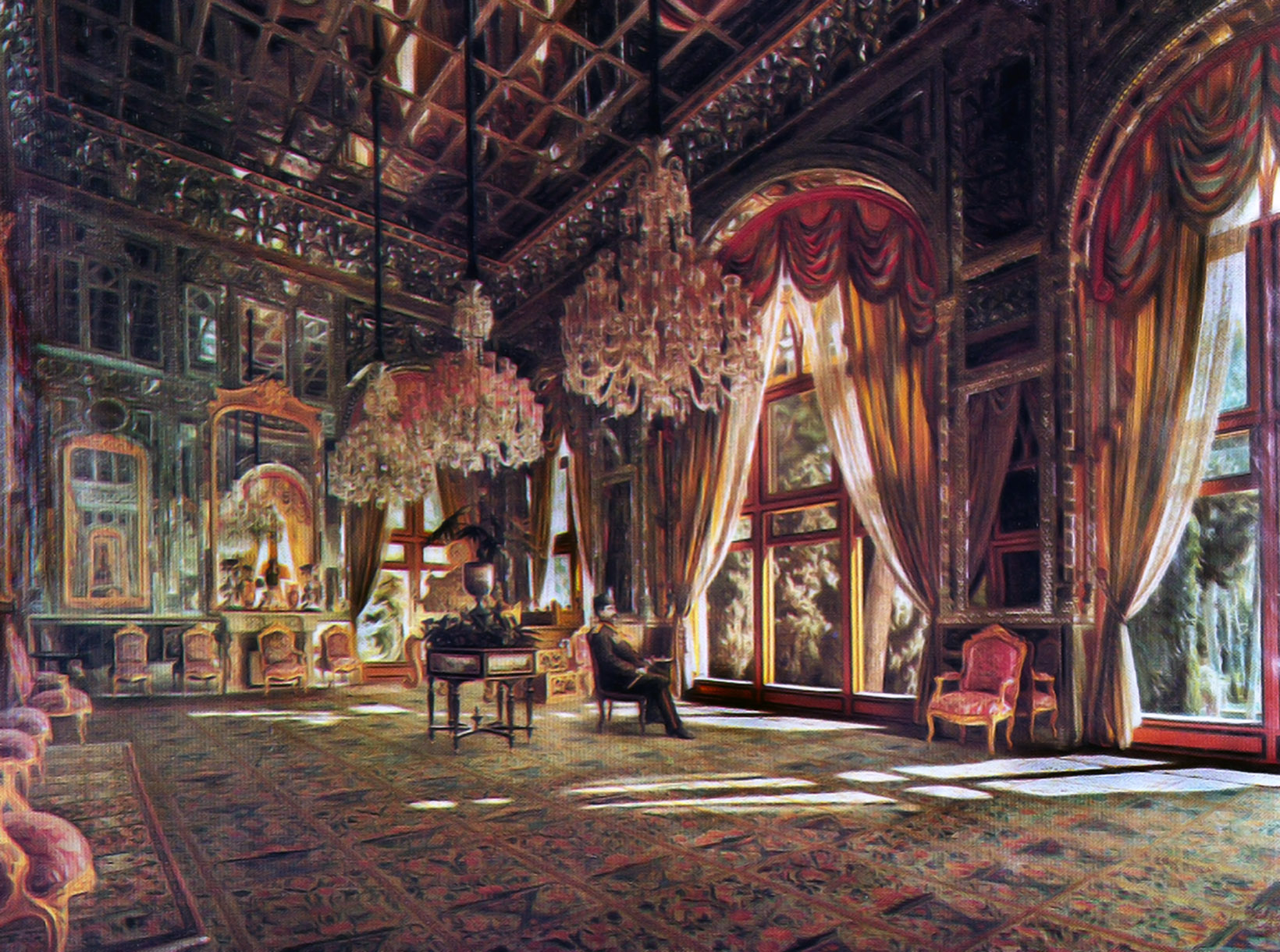
قاعة المرايا
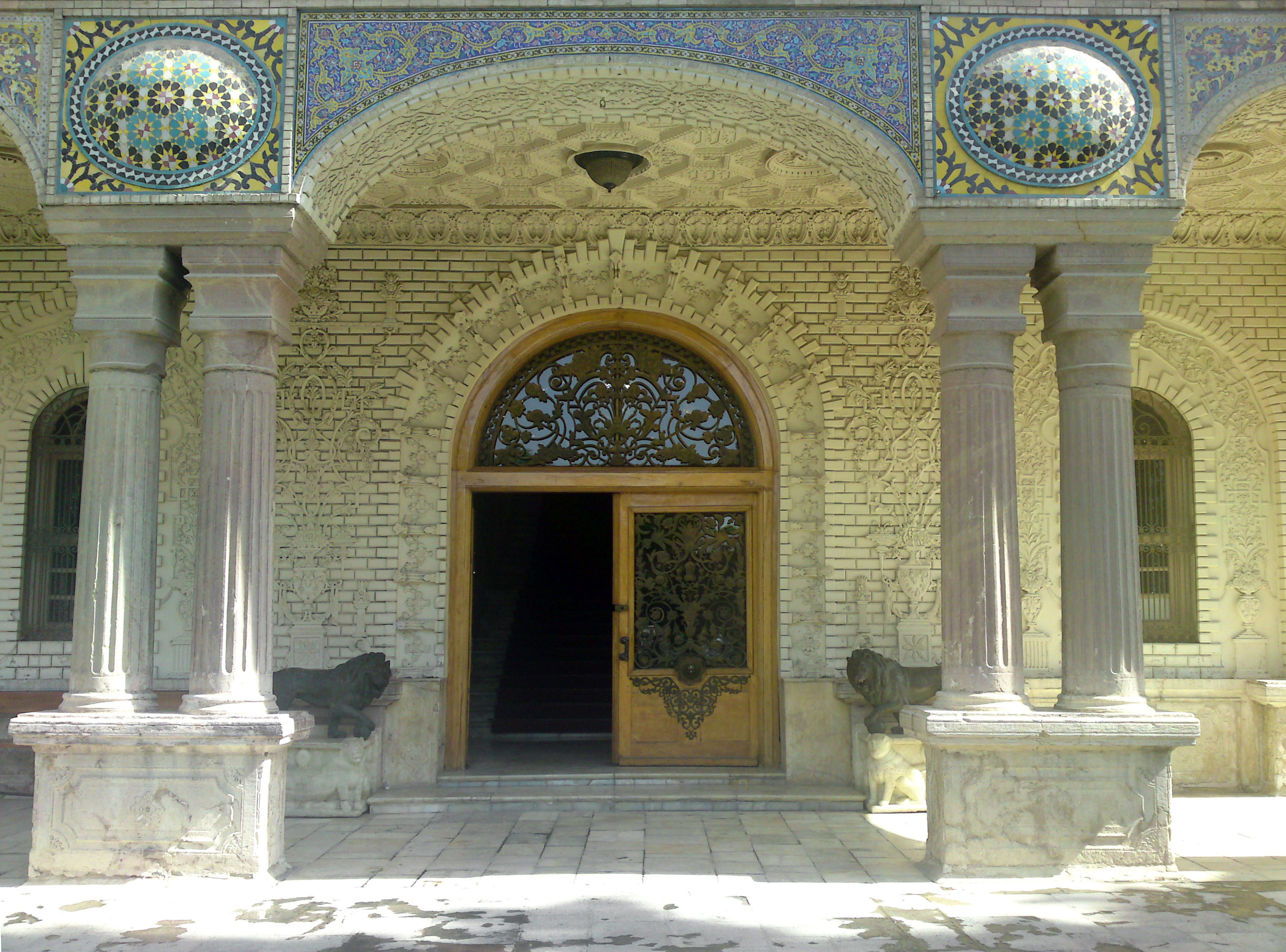
مدخل "قاعة السلام"
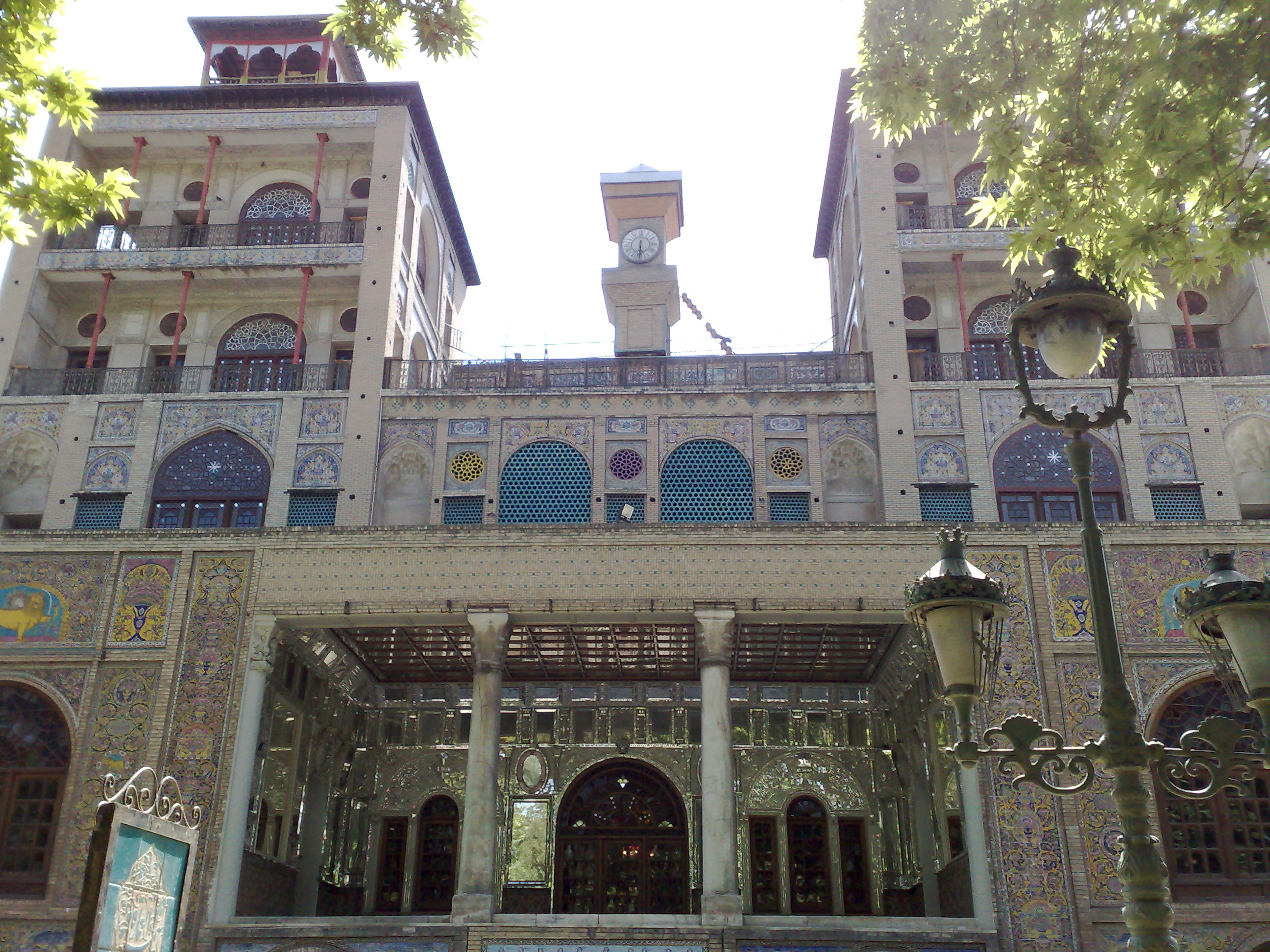
مبنى "شمس العمارة"
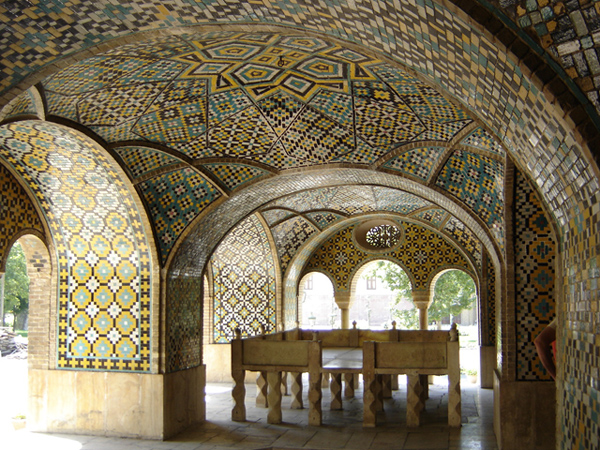
قصر "أبياز"
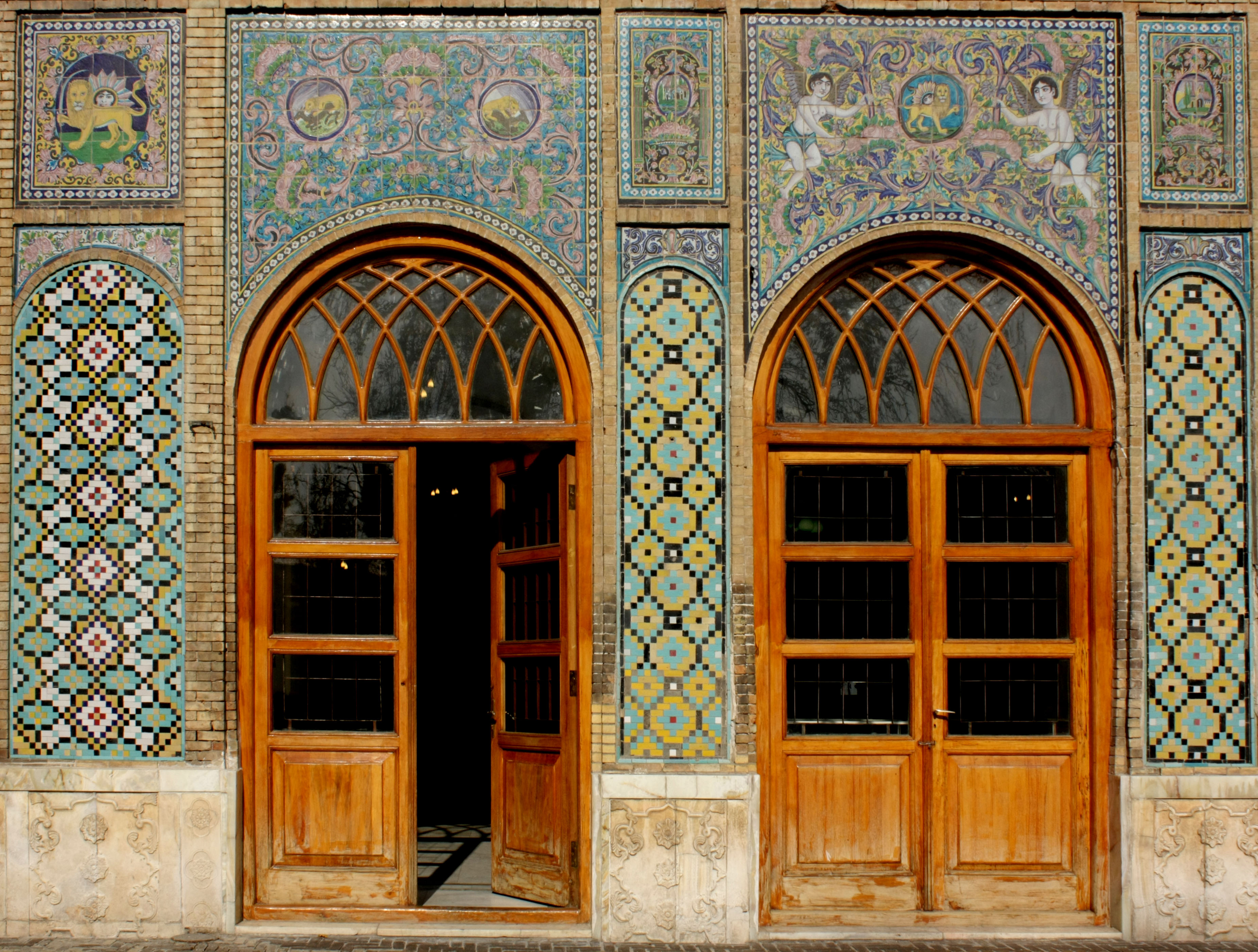
من أبواب القصر الداخلية
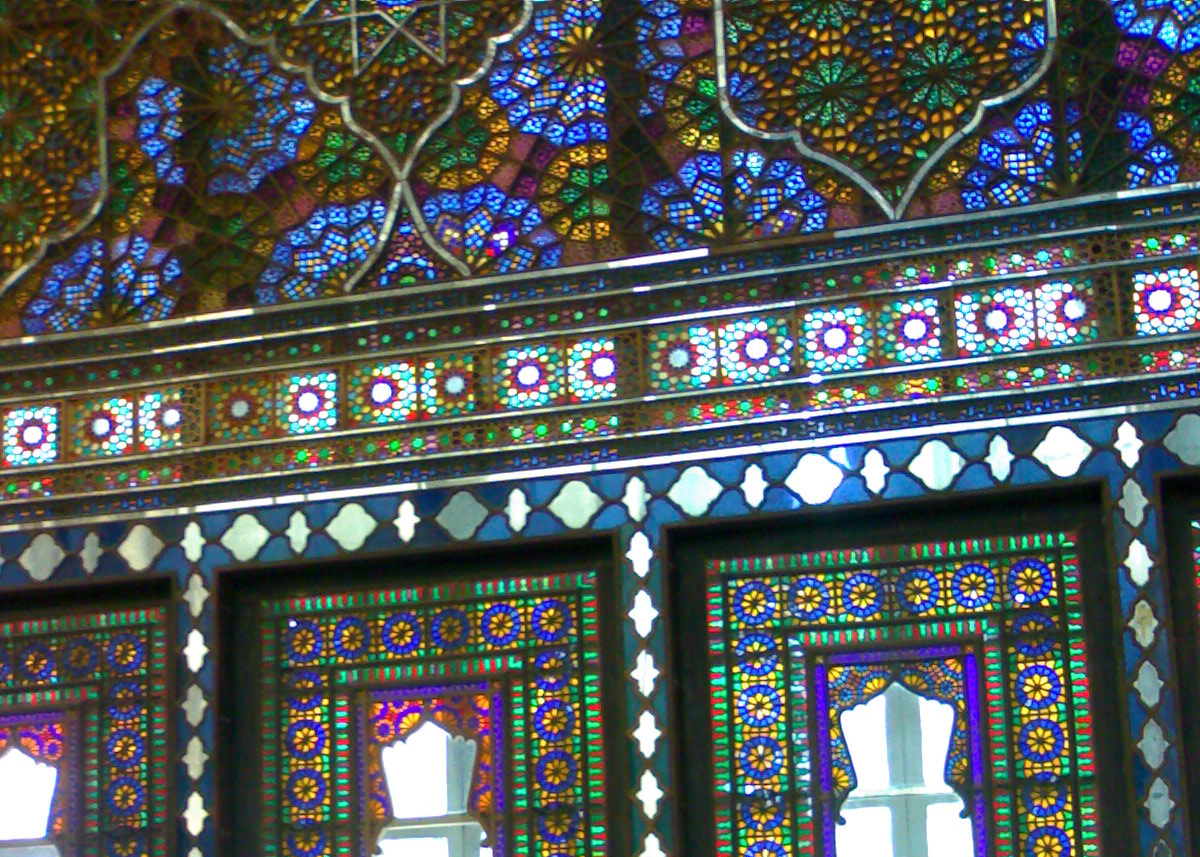
التصميم الداخلي لنوافذ القصر

## انظر أيضا

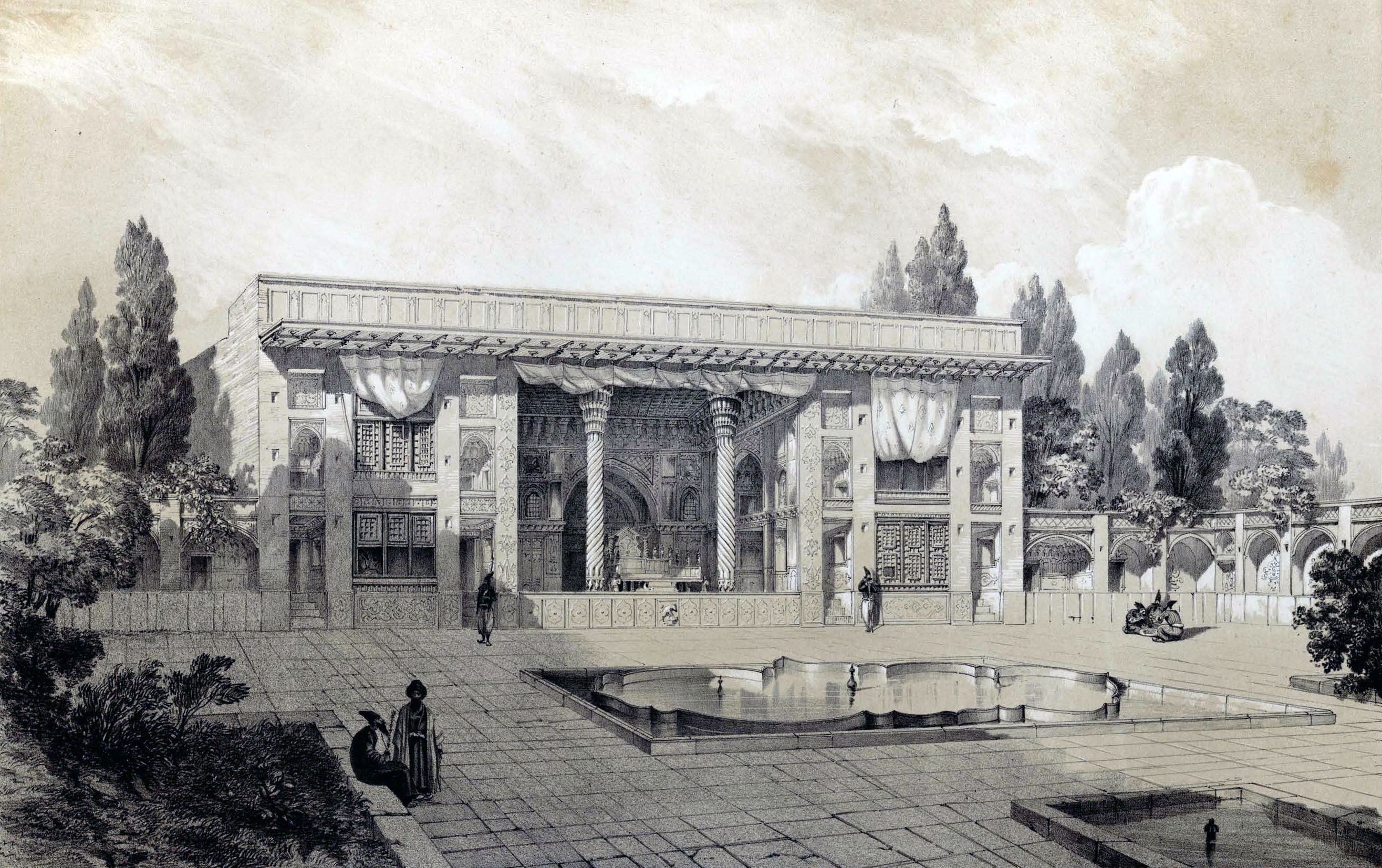
صورة قديمة تعود لعام 1840.

## وصلات خارجية
- فيديو لقصر جولستان في طهران
- صور قصر قولستان